# 赫尔穆特·诺尔
赫尔穆特·诺尔（德語：Helmut Noll，1934年6月27日—2018年11月27日），德国男子赛艇运动员。他曾代表德国参加1952年夏季奥林匹克运动会赛艇比赛，获得男子双人单桨有舵手银牌。